# ATC (C01)
Jest to część klasyfikacji anatomiczno-terapeutyczno-chemicznej:
- C – Układ sercowo-naczyniowy
  - C 01 – Leki stosowane w chorobach serca
  - C 02 – Leki stosowane w chorobie nadciśnieniowej
  - C 03 – Leki moczopędne
  - C 04 – Leki rozszerzające naczynia obwodowe
  - C 05 – Leki ochraniające ścianę naczyń
  - C 07 – Leki β-adrenolityczne
  - C 08 – Antagonisty kanału wapniowego
  - C 09 – Leki działające na układ renina-angiotensyna
  - C 10 – Leki zmniejszające stężenie lipidów

Obejmuje ona leki stosowane w chorobach serca:

## C 01 A –Glikozydy nasercowe
- C 01 AA – Glikozydy naparstnicy
  - C 01 AA 01 – acetylodigitoksyna
  - C 01 AA 02 – acetylodigoksyna
  - C 01 AA 03 – liście naparstnicy
  - C 01 AA 04 – digitoksyna
  - C 01 AA 05 – digoksyna
  - C 01 AA 06 – lanatozyd C
  - C 01 AA 07 – deslanozyd
  - C 01 AA 08 – metylodigoksyna
  - C 01 AA 09 – gitoformat
  - C 01 AA 52 – acetylodigoksyna w połączeniach
- C 01 AB – Glikozydy cebuli morskiej
  - C 01 AB 01 – proscylarydyna
  - C 01 AB 51 – proscylarydyna w połączeniach
- C 01 AC – Glikozydy skrętnika wdzięcznego
  - C 01 AC 01 – strofantyna
  - C 01 AC 03 – cymaryna
- C 01 AX – Inne glikozydy nasercowe
  - C 01 AX 02 – peruwozyd

## C 01 B –Leki przeciwarytmiczneklasy I i III
- C 01 BA – Preparaty przeciwarytmiczne należące do klasy Ia
  - C 01 BA 01 – chinidyna
  - C 01 BA 02 – prokainamid
  - C 01 BA 03 – dyzopiramid
  - C 01 BA 04 – sparteina
  - C 01 BA 05 – ajmalina
  - C 01 BA 08 – prajmalina
  - C 01 BA 12 – lorajmina
  - C 01 BA 13 – hydroksychinidyna
  - C 01 BA 51 – chinidyna w połączeniach bez psycholeptyków
  - C 01 BA 71 – chinidyna w połączeniach z psycholeptykami
- C 01 BB – Preparaty przeciwarytmiczne należące do klasy Ib
  - C 01 BB 01 – lidokaina
  - C 01 BB 02 – meksyletyna
  - C 01 BB 03 – tokainid
  - C 01 BB 04 – apryndyna
- C 01 BC – Preparaty przeciwarytmiczne należące do klasy Ic
  - C 01 BC 03 – propafenon
  - C 01 BC 04 – flekainid
  - C 01 BC 07 – lorkainid
  - C 01 BC 08 – enkainid
  - C 01 BC 09 – etacyzyna
- C 01 BD – Preparaty przeciwarytmiczne należące do klasy III
  - C 01 BD 01 – amiodaron
  - C 01 BD 02 – tosylan bretylium
  - C 01 BD 03 – bunaftyna
  - C 01 BD 04 – dofetylid
  - C 01 BD 05 – ibutylid
  - C 01 BD 06 – tedysamil
  - C 01 BD 07 – dronedaron
- C 01 BG – Inne preparaty przeciwarytmiczne należące do klasy I
  - C 01 BG 01 – moracyzyna
  - C 01 BG 07 – cybenzolina
  - C 01 BG 11 – wernakalant

## C 01 C – Leki pobudzające układ sercowo-naczyniowy (bez glikozydów nasercowych)
- C 01 CA – Leki wpływające na receptory adrenergiczne i dopaminergiczne
  - C 01 CA 01 – etylefryna
  - C 01 CA 02 – izoprenalina
  - C 01 CA 03 – norepinefryna
  - C 01 CA 04 – dopamina
  - C 01 CA 05 – norfenefryna
  - C 01 CA 06 – fenylefryna
  - C 01 CA 07 – dobutamina
  - C 01 CA 08 – oksedryna
  - C 01 CA 09 – metaraminol
  - C 01 CA 10 – metoksamina
  - C 01 CA 11 – mefentermina
  - C 01 CA 12 – dimetorfina
  - C 01 CA 13 – prenalterol
  - C 01 CA 14 – dopeksamina
  - C 01 CA 15 – gepefryna
  - C 01 CA 16 – ibopamina
  - C 01 CA 17 – midodryna
  - C 01 CA 18 – oktopamina
  - C 01 CA 19 – fenoldopam
  - C 01 CA 21 – kafedryna
  - C 01 CA 22 – arbutamina
  - C 01 CA 23 – teodrenalina
  - C 01 CA 24 – epinefryna
  - C 01 CA 25 – metylosiarczan amezynium
  - C 01 CA 26 – efedryna
  - C 01 CA 27 – droksydopa
  - C 01 CA 28 – centachina
  - C 01 CA 30 – połączenia
  - C 01 CA 51 – etylefryna w połączeniach
- C 01 CE – Inhibitory fosfodiesterazy
  - C 01 CE 01 – amrynon
  - C 01 CE 02 – milrynon
  - C 01 CE 03 – enoksymon
  - C 01 CE 04 – bukladezyna
- C 01 CX – Inne leki pobudzające układ sercowo-naczyniowy
  - C 01 CX 06 – angiotensynamid
  - C 01 CX 07 – ksamoterol
  - C 01 CX 08 – lewosimendan
  - C 01 CX 09 – angiotensyna II
  - C 01 CX 10 – omekamtiw mekarbil

## C 01 D – Leki rozszerzające naczynia stosowane w chorobach serca
- C 01 DA – Nitraty organiczne
  - C 01 DA 02 – triazotan glicerolu
  - C 01 DA 04 – diazotan metylopropylopropanodiolu
  - C 01 DA 05 – tetraazotan pentaerytrytolu
  - C 01 DA 07 – propatylnitryl
  - C 01 DA 08 – diazotan izosorbidu
  - C 01 DA 09 – trolnitral
  - C 01 DA 13 – tetraazotan erytrytolu
  - C 01 DA 14 – monoazotan izosorbidu
  - C 01 DA 20 – organiczne azotany w połączeniach
  - C 01 DA 38 – tenitramina
  - C 01 DA 52 – triazotan glicerolu w połączeniach
  - C 01 DA 54 – diazotan metylopropylopropanodiolu w połączeniach
  - C 01 DA 55 – tetraazotan pentaerytrytolu w połączeniach
  - C 01 DA 57 – propatylnitryl w połączeniach
  - C 01 DA 58 – diazotan izosorbidu w połączeniach
  - C 01 DA 59 – trolnitral w połączeniach
  - C 01 DA 63 – tetraazotan erytrytolu w połączeniach
  - C 01 DA 70 – organiczne azotany w połączeniach z psycholeptykami
- C 01 DB – Leki rozszerzające naczynia stosowane w chorobach serca, pochodne chinolonu
  - C 01 DB 01 – flosechina
- C 01 DX – Inne leki rozszerzające naczynia stosowane w chorobach serca
  - C 01 DX 01 – tosylan itraminy
  - C 01 DX 02 – prenylamina
  - C 01 DX 03 – oksyfedryna
  - C 01 DX 04 – benzjodaron
  - C 01 DX 05 – karbokromen
  - C 01 DX 06 – heksobendyna
  - C 01 DX 07 – etafenon
  - C 01 DX 08 – heptaminol
  - C 01 DX 09 – imolamina
  - C 01 DX 10 – dilazep
  - C 01 DX 11 – trapidil
  - C 01 DX 12 – molsydomina
  - C 01 DX 13 – efloksat
  - C 01 DX 14 – cynepazet
  - C 01 DX 15 – kloridarol
  - C 01 DX 16 – nikorandil
  - C 01 DX 18 – linsydomina
  - C 01 DX 19 – nezyrytyd
  - C 01 DX 21 – serelaksyna
  - C 01 DX 22 – wericiguat
  - C 01 DX 51 – tosylan itraminy w połączeniach
  - C 01 DX 52 – prenylamina w połączeniach
  - C 01 DX 53 – oksyfedryna w połączeniach
  - C 01 DX 54 – benzjodaron w połączeniach

## C 01 E – Inne leki stosowane w chorobach serca
- C 01 EA – Prostaglandyny
  - C 01 EA 01 – alprostadyl
- C 01 EB – Inne leki stosowane w chorobach serca
  - C 01 EB 02 – kamfora
  - C 01 EB 03 – indometacyna
  - C 01 EB 04 – glikozydy głogu
  - C 01 EB 05 – kreatynolofosforan
  - C 01 EB 06 – fosfokreatyna
  - C 01 EB 07 – fruktozo-1,6-bisfosforan
  - C 01 EB 09 – ubidekarenon
  - C 01 EB 10 – adenozyna
  - C 01 EB 11 – tyracyzyna
  - C 01 EB 13 – akadezyna
  - C 01 EB 15 – trimetazydyna
  - C 01 EB 16 – ibuprofen
  - C 01 EB 17 – iwabradyna
  - C 01 EB 18 – ranolazyna
  - C 01 EB 21 – regadenozon
  - C 01 EB 22 – meldonium
  - C 01 EB 23 – kwas tiazotowy
  - C 01 EB 24 – mawakamten

- C 01 EX – Preparaty złożone